# SS Shieldhall
Le SS Shieldhall est un paquebot préservé qui opère partir de Southampton. Ce vieux bateau à vapeur était l'un des Clyde sludge boats
qui faisait des voyages réguliers à partir de Shieldhall, un quartier de Glasgow, en Écosse, en bas de la Clyde et de la Firth of Clyde en passant par l'Île d'Arran, pour déverser les boues d'eaux usées en mer. Ces steamers avaient une tradition, qui remonte à la Première Guerre mondiale, de prendre des passagers sur leur itinéraire pendant l'été. Le SS Shieldhall a été transformé au profit pour des croisières.
Ce bâtiment est inscrit au registre du National Historic Ships  depuis 1993 et il est aussi l'un des nombreux bateaux de la National Historic Fleet.

## Histoire
Le SS Shieldall a été construit par le chantier écossais Lobnitz & Company sur des lignes classiques avec une timonerie traditionnelle en tôle rivetée et soudée, une cheminée droite droite et une poupe de croiseur. Les passagers peuvent descendre dans la salle des machines pour voir le fonctionnement des moteurs. Le navire était prévu pour recevoir 80 passagers.

Il est entré en service en Octobre 1955 pour être exploité par le Conseil municipal de Glasgow au transport les eaux usées traitées et des boues sur la Clyde en mer.
En 1976, après 21 ans de service, le Shieldhall a été mis en réserve, et l'année suivante a été acheté par la société  Southern Water (en) pour transporter les boues de Southampton dans une zone au sud de l'île de Wight.

## Préservation
En raison de la hausse des prix du carburant, le Shieldhall a été retiré du service en 1985, puis a été repris par une société de conservation du patrimoine, le Solent Steam Packet Limited, qui fonctionne comme un organisme de bienfaisance. Tous les travaux sur le Shieldhall sont effectués par des bénévoles ainsi que sa restauration. Il est maintenant répertorié comme bateau de la National Historic Fleetet est devenu une attraction pour des excursions avec un équipage de bénévoles. Il a été aux Pays-Bas pour le festival des bateaux à vapeur de Dordrecht et au Festival international de la mer à Bristol et Portsmouth. Les passagers sont encouragés à visiter le pont et à voir la salle des machines.
En Juillet 2005, le Shieldhall a effectué une visite sur la Clyde, en prenant part au Festival de la rivière à Glasgow, et à Custom House Quay à Greenock. Il a fait un certain nombre d'excursions, prendre des passagers sur les croisières de Greenock sur son ancienne route de la Clyde à l'île d'Arran .
En 2012, pour marquer le centenaire du naufrage du RMS Titanic, le Shieldhall a été repeint dans la même couleur que celui-ci. Une subvention de 1,4 million de livres du Heritage Lottery Fund (HLF) a permis à la société de bienfaisance Solent Steam Packet Limited (TSSP) de garantir l'avenir du plus grand navire à vapeur de ce type en Europe. Celui-ci fournit un exemple concret de machinerie à vapeur au-dessus et au-dessous du pont, typique des navires cargo et à passagers qui ont parcouru les océans du monde entre les années 1870 et 1960. Alors que d'autres navires du patrimoine sont exposés de façon permanente en cale sèche, Shieldhall reste actif, avec un programme de croisière.